# Amen Bank
Amen Bank es un banco del sector privado en Túnez. Cotiza en la Bolsa de Túnez.

## Descripción general
Amen Bank fue fundado en 1966, como resultado de la independencia del Crédit Foncier d'Algérie et de Tunisie (CFAT), una sucursal local del sistema bancario francés Société Centrale de Banque (más tarde conocida como Société Générale) establecida hace mucho tiempo en 1880 y con sede en Argel, Argelia. En 1966, cambió su nombre a Crédit Foncier et Commercial de Tunisie (CFCT). Su primer director ejecutivo fue Ismail Zouiten, pero todos sus accionistas eran ciudadanos franceses. En 1971, fue comprada por el Banque Générale d'Investissement, más adelante conocido como PGI Holding, y abierta a los accionistas tunecinos cuando Rachid Ben Yedder se convirtió en el nuevo director ejecutivo. En 1995 cambió su nombre nuevamente a Amen Bank.
En 2009, Amen Bank lanzó la primera banca electrónica de Túnez.
En 2015, Amen Bank lanzó el primer banco directo en línea de Túnez. Amen Bank hizo una solicitud al Banco Central de Túnez para crear una subsidiaria especializada en la banca islámica.
Su sede se encuentra en Túnez, Túnez.